# Campeonato Europeo de Judo de 2004
El LII Campeonato Europeo de Judo se celebró en Bucarest (Rumania) entre el 13 y el 16 de mayo de 2004 bajo la organización de la Unión Europea de Judo (EJU) y la Federación Rumana de Judo. Las competiciones se realizaron en la Sala Polivalentă de la capital rumana.
Las competiciones de la categoría abierta se disputaron en Budapest (Hungría) el 3 de diciembre.

## Medallistas en Bucarest

### Masculino
| Evento  | Oro                       | Plata                        | Bronce                                                        |
| ------- | ------------------------- | ---------------------------- | ------------------------------------------------------------- |
| –60 kg  | Ludwig Paischer · Austria | Revazi Zintiridis · Grecia   | Yevgueni Stanev · Rusia · Armen Nazarian · Armenia            |
| –66 kg  | Bektaş Demirel Turquía    | Elçin İsmayılov Azerbaiyán   | Óscar Peñas García · España · Benjamin Darbelet · Francia     |
| –73 kg  | Kiyoshi Uematsu · España  | Yoel Razvozov Israel         | Vsevolods Zeļonijs Letonia David Kevjishvili Georgia          |
| –81 kg  | Ilías Iliadis · Grecia    | Ole Bischof · Alemania       | Ricardo Echarte San Martín · España · Dmitri Nosov · Rusia    |
| –90 kg  | Francesco Lepre · Italia  | Mark Huizinga · Países Bajos | Jasanbi Taov · Rusia · Valentyn Hrekov · Ucrania              |
| –100 kg | Ariel Zeevi Israel        | Antal Kovács · Hungría       | Ghislain Lemaire · Francia · Michele Monti · Italia           |
| +100 kg | Selim Tataroğlu Turquía   | Indrek Pertelson Estonia     | Dennis van der Geest · Países Bajos · Tamerlan Tmenov · Rusia |

### Femenino
| Evento | Oro                                 | Plata                           | Bronce                                                              |
| ------ | ----------------------------------- | ------------------------------- | ------------------------------------------------------------------- |
| –48 kg | Alina Dumitru · Rumania             | Tatsiana Maskvina · Bielorrusia | Frédérique Jossinet · Francia · Nynke Klopstra · Países Bajos       |
| –52 kg | Ioana Aluaș-Dinea · Rumania         | Ilse Heylen · Bélgica           | Petra Nareks Eslovenia Telma Monteiro Portugal                      |
| –57 kg | Isabel Fernández Gutiérrez · España | Sophie Cox Reino Unido          | Cinzia Cavazzuti · Italia · Natalia Yujareva · Rusia                |
| –63 kg | Sara Álvarez Menéndez · España      | Aneta Szczepańska · Polonia     | Yuliya Kuzina · Rusia · Sarah Clark · Reino Unido                   |
| –70 kg | Edith Bosch · Países Bajos          | Cecilia Blanco García · España  | Andrea Pokorná-Pažoutová · República Checa · Raša Sraka · Eslovenia |
| –78 kg | Jenny Karl · Alemania               | Lucia Morico · Italia           | Anastasiya Matrosova · Ucrania · Esther San Miguel · España         |
| +78 kg | Maryna Prokofieva · Ucrania         | Karina Bryant Reino Unido       | Katrin Beinroth · Alemania · Tsvetana Bozhilova · Bulgaria          |

### Medallero
| Núm. | País            | Oro | Plata | Bronce | Total |
| ---- | --------------- | --- | ----- | ------ | ----- |
| 1    | España          | 3   | 1     | 3      | 7     |
| 2    | Rumania         | 2   | 0     | 0      | 2     |
| 2    | Turquía         | 2   | 0     | 0      | 2     |
| 4    | Italia          | 1   | 1     | 2      | 4     |
| 4    | Países Bajos    | 1   | 1     | 2      | 4     |
| 6    | Alemania        | 1   | 1     | 1      | 3     |
| 7    | Grecia          | 1   | 1     | 0      | 2     |
| 7    | Israel          | 1   | 1     | 0      | 2     |
| 9    | Ucrania         | 1   | 0     | 2      | 3     |
| 10   | Austria         | 1   | 0     | 0      | 1     |
| 11   | Reino Unido     | 0   | 2     | 1      | 3     |
| 12   | Azerbaiyán      | 0   | 1     | 0      | 1     |
| 12   | Bélgica         | 0   | 1     | 0      | 1     |
| 12   | Bielorrusia     | 0   | 1     | 0      | 1     |
| 12   | Estonia         | 0   | 1     | 0      | 1     |
| 12   | Hungría         | 0   | 1     | 0      | 1     |
| 12   | Polonia         | 0   | 1     | 0      | 1     |
| 18   | Rusia           | 0   | 0     | 6      | 6     |
| 19   | Francia         | 0   | 0     | 3      | 3     |
| 20   | Eslovenia       | 0   | 0     | 2      | 2     |
| 21   | Armenia         | 0   | 0     | 1      | 1     |
| 21   | Bulgaria        | 0   | 0     | 1      | 1     |
| 21   | Georgia         | 0   | 0     | 1      | 1     |
| 21   | Letonia         | 0   | 0     | 1      | 1     |
| 21   | Portugal        | 0   | 0     | 1      | 1     |
| 21   | República Checa | 0   | 0     | 1      | 1     |
|      | TOTAL           | 14  | 14    | 28     | 56    |

## Medallistas en Budapest

### Masculino
| Evento            | Oro                       | Plata                         | Bronce                                                 |
| ----------------- | ------------------------- | ----------------------------- | ------------------------------------------------------ |
| Categoría abierta | Matthieu Bataille Francia | Guiorgui Kizilashvili Georgia | Antal Kovács · Hungría · György Kosztolánczy · Hungría |

### Femenino
| Evento            | Oro                          | Plata                       | Bronce                                     |
| ----------------- | ---------------------------- | --------------------------- | ------------------------------------------ |
| Categoría abierta | Anne-Sophie Mondière Francia | Maryna Prokofieva · Ucrania | Éva Bisseni Francia Sédrine Portet Francia |

### Medallero
| Núm. | País    | Oro | Plata | Bronce | Total |
| ---- | ------- | --- | ----- | ------ | ----- |
| 1    | Francia | 2   | 0     | 2      | 4     |
| 2    | Georgia | 0   | 1     | 0      | 1     |
| 2    | Ucrania | 0   | 1     | 0      | 1     |
| 4    | Hungría | 0   | 0     | 2      | 2     |
|      | TOTAL   | 2   | 2     | 4      | 8     |